# Alonso Edward
Alonso Reno Edward Henry (* 8. Dezember 1989 in Panama-Stadt) ist ein panamaischer Leichtathlet, der sich auf den Sprint spezialisiert hat. Seinen größten Erfolg feierte er mit dem Gewinn der Silbermedaille über 200 Meter bei den Weltmeisterschaften 2009 in Berlin.

## Sportliche Laufbahn
Erste Erfahrungen bei internationalen Meisterschaften sammelte Alonso Edward im Jahr 2006, als er bei den Zentralamerika-Juniorenmeisterschaften in Guatemala-Stadt in 11,05 s die Silbermedaille im 100-Meter-Lauf gewann und sich über 200 Meter in 22,07 s die Bronzemedaille sicherte. Anschließend siegte er in 10,60 s und 21,18 s über 100 und 200 Meter bei den Jugendsüdamerikameisterschaften in Caracas. Im Jahr darauf siegte er bei den Zentralamerika-Juniorenmeisterschaften in San Salvador in 10,59 s und 21,08 s über 100 und 200 Meter sowie in 3:23,01 min auch mit der panamaischen 4-mal-400-Meter-Staffel. Anschließend gewann er bei den Juniorensüdamerikameisterschaften in São Paulo in 10,28 s die Goldmedaille über 100 Meter und kam im 200-Meter-Lauf im Finale nicht ins Ziel. Zudem belegte er bei den Südamerikameisterschaften ebendort in 40,13 s den fünften Platz mit der 4-mal-100-Meter-Staffel und gewann in 3:09,67 min gemeinsam mit Andrés Rodríguez, Angelo Edmund und Jonathan Gibson die Bronzemedaille in der 4-mal-400-Meter-Staffel hinter den Teams aus Brasilien und Venezuela und stellte mit dieser Zeit einen neuen Landesrekord auf. 2008 schied er bei den Juniorenweltmeisterschaften in Bydgoszcz mit 10,91 s in der ersten Runde über 100 Meter aus und verzichtete dann auf einen Start über 200 Meter. Im Jahr darauf siegte er in 10,29 s über 100 Meter sowie in 20,45 s im 200-Meter-Lauf bei den Südamerikameisterschaften in Lima. Zwei Monate später holte er bei den Weltmeisterschaften in Berlin die Silbermedaille über 200 Meter und stellte mit seiner Zeit von 19,81 s einen neuen Südamerikarekord auf. In der öffentlichen Wahrnehmung ging Edwards Leistung jedoch weitgehend unter, weil Usain Bolt im selben Rennen einen neuen Weltrekord aufstellte. 2010 siegte er in 10,24 s über 100 Meter bei den Zentralamerikaspielen in Panama-Stadt und belegte in 47,18 s den achten Platz über 200 Meter.
2011 wurde er bei den Südamerikameisterschaften in Buenos Aires im Finale über 100 Meter disqualifiziert und Ende Juli wurde er beim DN Galan in Stockholm in 20,47 s Zweiter und dann beim Aviva London Grand Prix in 20,55 s Dritter. Daraufhin erreichte er bei den Weltmeisterschaften in Daegu das Finale über 200 Meter und kam dort nicht ins Ziel. Im Jahr darauf siegte er in 21,23 s über 200 Meter bei den Zentralamerikameisterschaften in Managua und nahm dann an den Olympischen Sommerspielen in London teil und wurde dort in der ersten Runde disqualifiziert. 2013 siegte er in 20,52 s erneut bei den Zentralamerikaspielen in San José und schied dann im August bei den Weltmeisterschaften in Moskau mit 20,67 s im Halbfinale aus. Im Jahr darauf siegte er in 10,23 s über 100 Meter bei den Südamerikaspielen in Santiago de Chile und siegte Anfang Juni in 20,19 s bei der Golden Gala in Rom über 200 Meter. Anschließend wurde er beim Adidas Grand Prix in New York in 20,06 s Dritter und siegte dann in 19,84 s bei der Athletissima in Lausanne. Beim British Athletics Birmingham Grand Prix wurde er in 20,35 s Zweiter, siegte in 19,95 s bei Weltklasse Zürich und wurde dann beim Memorial Van Damme in Brüssel Dritter und sicherte sich damit die Gesamtwertung der Diamond League. Zum Saisonabschluss siegte er in 19,98 s beim IAAF Continentalcup in Marrakesch.
2015 siegte er in 20,33 s zum Auftakt der Diamond League über 200 Meter beim Shanghai Golden Grand Prix und gewann dann im Juli bei den Panamerikanischen Spielen in Toronto in 19,90 s die Bronzemedaille hinter dem Kanadier Andre De Grasse und Rasheed Dwyer aus Jamaika. Ende Juli siegte er in 20,04 s beim Bauhaus-Galan und bei den Weltmeisterschaften in Peking belegte er mit 19,87 s im Finale den vierten Platz. Anschließend siegte er in 20,03 s bei Weltklasse Zürich und gewann damit erneut die Gesamtwertung der Diamond League. Im Jahr darauf wurde er bei der Doha Diamond League in 20,06 s Zweiter und anschließend siegte er in 20,07 s beim Meeting International Mohammed VI d’Athlétisme de Rabat. Bei der Golden Gala wurde er in 20,25 s Dritter und gelangte beim British Athletics Birmingham Grand Prix mit 20,17 s auf Rang zwei. Daraufhin erreichte er bei den Olympischen Sommerspielen in Rio de Janeiro das Finale und klassierte sich dort mit 20,23 s auf dem siebten Platz. Bei der Athletissima wurde er in 19,92 s Zweiter und sicherte sich mit einem sechsten Platz beim Memorial Van Damme zum dritten Mal in Folge die Gesamtwertung der Diamond League. 2017 schied er bei den Weltmeisterschaften in London mit 20,61 s in der ersten Runde aus und im Jahr darauf verteidigte er bei den Südamerikaspielen in Cochabamba in 10,01 s seinen Titel über 100 Meter. Anschließend gewann er bei den Zentralamerika- und Karibikspielen in Barranquilla in 20,17 s die Silbermedaille über 200 Meter hinter dem Kolumbianer Bernardo Baloyes. Im September siegte er in 20,19 s erneut beim IAAF Continentalcup in Ostrava.
2019 nahm er erneut an den Panamerikanischen Spielen in Lima teil und belegte dort in 20,55 s den vierten Platz über 200 Meter. 2021 siegte er in 10,18 s und 20,22 s beim P-T-S Meeting und siegte dann in 20,18 s über 200 Meter beim Meeting International de Sotteville. Daraufhin startete er bei den Olympischen Sommerspielen in Tokio und schied dort im Halbfinale aus. Während der Eröffnungsfeier war er gemeinsam mit der Boxerin Atheyna Bylon der Fahnenträger seiner Nation. Im Jahr darauf siegte er in 10,17 s und 20,41 s bei den Juegos Bolivarianos in Valledupar und schied anschließend bei den Weltmeisterschaften in Eugene mit 22,08 s im Vorlauf über 200 Meter aus. 2023 wurde er bei den Zentralamerika- und Karibikspielen in San Salvador im Vorlauf über 100 Meter disqualifiziert und gewann über 200 Meter in 20,46 s die Bronzemedaille hinter dem Dominikaner Alexander Ogando und Carlos Palacios aus Kolumbien. Anschließend belegte er bei den Südamerikameisterschaften in São Paulo in 10,14 s den fünften Platz über 100 Meter und sicherte sich in 20,30 s die Silbermedaille über 200 Meter hinter dem Surinamer Issam Asinga. Daraufhin schied er bei den Weltmeisterschaften in Budapest mit 20,63 s in der ersten Runde aus. Ende Oktober belegte er bei den Panamerikanischen Spielen in Santiago in 10,41 s den fünften Platz über 100 Meter und gelangte auch über 200 Meter mit 21,01 s auf Rang fünf.

## Persönliche Bestleistungen
- 100 Meter: 10,01 s (−0,7 m/s), 6. Juni 2018 in Cochabamba (panamaischer Rekord)
- 200 Meter: 19,81 s (−0,3 m/s), 20. August 2009 in Berlin (Südamerikarekord)
  - 200 Meter (Halle): 20,70 s, 13. Februar 2010 in Fayetteville (panamaischer Rekord)